# Heteropoda bhaikakai
Heteropoda bhaikakai este o specie de păianjeni din genul Heteropoda, familia Sparassidae, descrisă de M.K. Patel și Patel, 1973. Conform Catalogue of Life specia Heteropoda bhaikakai nu are subspecii cunoscute.